# Nanded
Nanded je město v indickém státě Maháráštra. V roce 2011 zde žilo 550 439 obyvatel a je tak desátým nejlidnatějším městem ve státě a 79. nejlidnatějším městem v zemi. Zakladatelem města je guru Góvind Singh. Město leží na břehu řeky Gódávarí v západní části střední Indie. Řeka jej zároveň dělí do dvou částí (severní a jižní), které jsou spojeny několika mosty. Asi 150 kilometrů severně od města leží město Vášim. 